# Iwan Barbaszow
Iwan Dmitriewicz Barbaszow, ros. Иван Дмитриевич Барбашёв (ur. 14 grudnia 1995 w Moskwie, Rosja) – hokeista rosyjski, gracz ligi NHL, reprezentant Rosji.

## Kariera klubowa
- HK MWD Bałaszycha (2011-2012)
- Moncton Wildcats (2012 - 21.07.2014)
- St. Louis Blues (21.07.2014 - nadal)
  -  Moncton Wildcats (2014 - 2015)
  -  Chicago Wolves (2015 - 2018)

## Kariera reprezentacyjna
- Reprezentant Rosji na MŚJ U-18 w 2013
- Reprezentant Rosji na MŚJ U-20 w 2014
- Reprezentant Rosji na MŚJ U-20 w 2015

## Sukcesy
Reprezentacyjne
- Brązowy medal z reprezentacją Rosji na MŚJ U-20 w 2014
- Srebrny medal z reprezentacją Rosji na MŚJ U-20 w 2015

Klubowe
- Puchar Stanleya: 2019  z St. Louis Blues